# 로렌 파월 잡스
로렌 파월 잡스(영어: Laurene Powell Jobs, 1963년 11월 6일 ~)는 애플의 공동설립자인 스티브 잡스의 배우자이다. 월트 디즈니 컴퍼니사의 최대주주로 약 7에서 8퍼센트의 주식을 보유하고 있다. 포브스는 로린 파월 잡스를 세계에서 29번째로 영향력 있는 인물에 선정하기도 했다.